# Франк Орденевиц
Франк Орденевиц (25. март 1965) бивши је немачки фудбалер.

## Каријера
Током каријере играо је за Вердер Бремен, Келн и многе друге клубове.

## Репрезентација
За репрезентацију Њемачке дебитовао је 1987. године. За национални тим одиграо је 2 утакмице.

## Статистика
| Њемачка | Њемачка | Њемачка |
| Год.    | Ута.    | Гол.    |
| ------- | ------- | ------- |
| 1987    | 2       | 0       |
| Укупно  | 2       | 0       |